# Médiologie

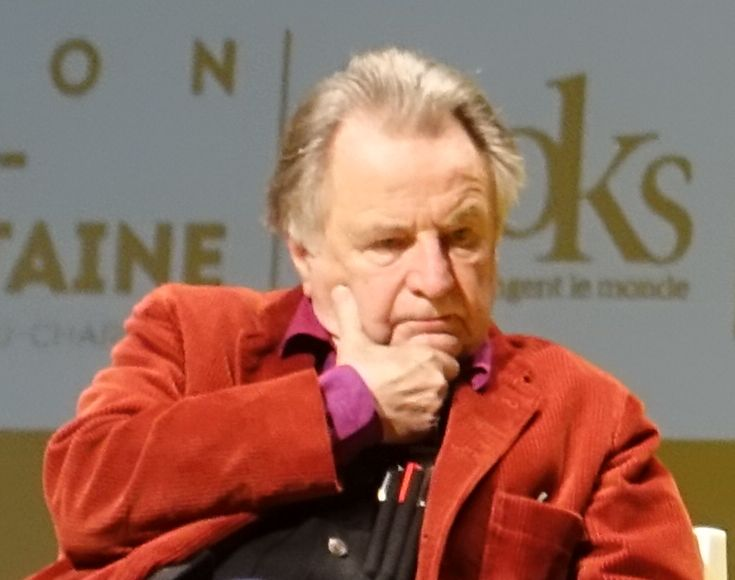
Le philosophe Régis Debray.

La médiologie est une théorie des médiations techniques et institutionnelles de la culture, développée principalement par le philosophe Régis Debray. La médiologie fédère à partir des années 1990 un ensemble de chercheurs, les médiologues.

## Origine
« Médiologie » est un néologisme apparu en 1979 dans l'ouvrage de Régis Debray, Le Pouvoir intellectuel en France.
La médiologie est théorisée et approfondie par le Cours de médiologie générale de Debray, paru en 1991. L'auteur souligne cependant que la médiologie s'appuie sur de nombreux précurseurs : Victor Hugo (« Ceci tuera cela »), Walter Benjamin, Paul Valéry, Marshall McLuhan, Walter J. Ong, André Leroi-Gourhan, Gilbert Simondon.
La pensée médiologique croise d'autre part en maints endroits celles de François Dagognet, Jacques Derrida, Daniel Cohn-Bendit, Bernard Stiegler et Pierre Lévy.
Outre les ouvrages de Debray, les principaux textes médiologiques ont été produits dans le cadre de deux revues successives : les Cahiers de médiologie (entre 1996 et 2004), MediuM (2005 à 2019) puis Le Carnet des Médiologues sur le site du journal Marianne (de 2019 à nos jours).

## Définition
La démarche médiologique entend surmonter l'opposition habituelle entre technique et culture. Elle étudie les soubassements matériels du monde spirituel et moral (idéologies, croyances) ainsi que les effets des innovations scientifiques et techniques sur notre culture et nos comportements. « Dans médiologie, « médio » ne dit pas média ni médium mais médiations, soit l'ensemble dynamique des procédures et corps intermédiaires qui s'interposent entre une production de signes et une production d'événements ».
La médiologie entend répondre à la question qui suit. Comment   certaines   «productions  de  l’esprit  (religions, doctrines, idéologies, disciplines)» se transmettent   elles dans   la   société   ?   Comment   certaines   idées   deviennent-elles   des   "forces matérielles": capables de modifier le fonctionnement politique, économique ou militaire d’une société, et pas seulement en songe, «dans les têtes» ? En un mot, comment s’opère une transmission réussie ?
Plutôt qu'aux processus de communication (circulation dans l'espace), elle s'intéresse aux phénomènes de transmission (au sens de transmission d'un patrimoine) : comment une idée prend-elle corps et dure-t-elle dans le temps long ? Comment l'apparition d'une technique (moyen de transport, moyen d'écriture ou d'enregistrement) modifie-t-elle durablement les mentalités, les visions du monde, le rapport à l'espace ou au temps, les comportements d'un groupe humain ? Mais aussi quelle est l'influence d’une culture sur l'adoption et l'adaptation d'une nouvelle technique ?
Ce modèle refuse donc aussi bien d'expliquer les changements sociaux par la seule force des idéologies, que par un quelconque déterminisme technique.
Parce qu'elle s'intéresse à ce qui passe de génération en génération, la médiologie a pour point focal la question de la mémoire.
Pour la même raison, elle est aussi une réflexion sur le collectif : par quels vecteurs une idée produit-elle de l'adhésion, quels sont les ressorts techniques et institutionnels de l'autorité, comment faire groupe ?
La médiologie n'est pas une discipline autonome, et ne prétend pas le devenir, même si elle peut faire l'objet de divers enseignements, notamment en philosophie et en sciences de l'information et de la communication (un cours consacré à la médiologie a ainsi été ouvert au Celsa en 2007).

## Principaux concepts

### Les médiasphères
La médiologie s'appuie sur une périodisation qui vise à repérer des systèmes de transmission dominants, autour desquels la culture se stabilise pendant un temps. Chaque médiasphère désigne ainsi un milieu autant qu'une armature technique et symbolique.
On distingue la « logosphère » (transmission orale), la « graphosphère » (régime de l'imprimé), la « vidéosphère » (mémoires analogiques : photo, vidéo) et l'« hypersphère » (réseaux numériques).
Ces différentes médiasphères se succèdent dans le temps, mais ne s'annulent pas : leurs logiques s'enchevêtrent progressivement dans les infrastructures comme dans la mémoire des usages.

### Les deux corps du médium
La médiologie définit la médiation comme l'articulation de deux faces : une face technique – la « matière organisée » (MO) – et une face organisationnelle ou politique – l'« organisation matérialisée » (OM). Les supports et les outils (alphabet, livre, route, bicyclette…) n'ont d'efficacité qu'en s'appuyant sur des institutions, des communautés, des lieux de production qui les propagent et les légitiment (école, poste, bibliothèque, ordre religieux…).

### L'effet-jogging
La médiologie s'oppose à tout déterminisme technologique. Une innovation n'entraîne pas automatiquement les transformations sociales que ses promoteurs mettent en avant. Au contraire, le progrès technologique entraîne souvent le retour d'archaïsmes ou de « progrès rétrogrades », par lesquels les cultures compensent ou freinent les changements trop rapides de l'environnement technique. Régis Debray a donné à ce phénomène le nom d'« effet-jogging », par allusion à l'amour paradoxal des possesseurs d'automobile pour la course à pied.

### Le principe d'incomplétude
La médiologie appuie ses analyses du fait politique sur l'hypothèse qu'aucun groupe ne peut se fonder sur lui-même. Les échanges horizontaux entre les membres d'une communauté ne suffisent pas à maintenir sa cohésion dans le temps. C'est la croyance commune dans un référent extérieur (passé mythique, transcendance, projet utopique, valeurs posées comme universelles) qui soude le collectif. Cette référence, « inconscient religieux » du politique, est appelée le « point d'incomplétude ».
Cette hypothèse de Debray sur l'incomplétude d'une société est directement inspirée des théorèmes d'incomplétude de Gödel. Cependant, la validité du rapprochement est aujourd'hui contestée, notamment dans l'ouvrage "Vertiges et prodiges de l'analogie" de Jacques Bouveresse. En effet, le théorème ne s'applique qu'aux systèmes formels munis au moins de l'addition.

## Exemples
La culture est étudiée par la médiologie soit au niveau le plus global (religion, art, politique, langue) soit au niveau du quotidien (matériaux, usages, rituels, etc.).
Les dossiers thématiques proposés par Les Cahiers de médiologie et Médium fournissent différents exemples d'objets carrefours :
- la route[11]
- le papier[12]
- la bicyclette[13]
- le monument[14]
- l'argent [15]
- la frontière[16]

... ou de corrélations entre technique et culture :
- nation et réseaux[17]
- lumière (symbolique) et moyens d'éclairage [18]
- idée missionnaire et âges technologiques[19]
- terrorisme et techniques du spectaculaire[20].

## Médiologues
Auteurs ayant régulièrement participé à des travaux médiologiques – publications, colloques, expositions, conférences (en plus de Régis Debray) :
Daniel Bougnoux, Louise Merzeau, Catherine Bertho-Lavenir, Pierre-Marc de Biasi, Monique Sicard, François-Bernard Huyghe, Françoise Gaillard, Michel Melot, Marc Guillaume, Jacques Perriault, Odon Vallet, Edgar Morin, Paul Soriano.
Après l'arrêt de la version papier de la revue MediuM, le magazine Marianne annonce que « la bande à Debray » sera désormais hébergée sur leur site, dans une rubrique intitulée Le Carnet des Médiologues puis Les Médiologues. S'ajoutent aux contributeurs de la revue MediuM cités plus haut quelques nouveaux venus : Philippe Guibert, Clara Schmelck, Jean-Yves Chevalier, Patrick Bazin, Erwan Barillot, Jacques Billard, Bruno Lavillatte, Pierre D'Huy, Catherine Bertho Lavenir et Alexandre Mennucci Maillard.

#### Ouvrages
- Daniel Bougnoux, La Communication par la bande, La Découverte, 1993.
- Régis Debray, Cours de médiologie générale. Bibliothèque des Idées, 1991, 395 p.
- Régis Debray, Introduction à la médiologie. PUF, Collection Premier Cycle, 2000.
- Régis Debray, Manifeste médiologique. Gallimard, 1994, 220 p.
- Régis Debray, Le Pouvoir intellectuel en France, Paris, Ramsay, 1979, 280 p.
- Régis Debray, Vie et mort de l'image. Une histoire du regard en Occident, Gallimard, 1992.
- Anne-Marie Filiole, « Régis Debray. Cours de médiologie générale », sur Bulletin des Bibliothèques de France, septembre 1991 (consulté le 18 septembre 2016).
- Yves Jeanneret, « La médiologie de Régis Debray », Communication et langages, vol. 104, no 1,‎ 1995, p. 4-19 (lire en ligne, consulté le 18 septembre 2016).
- France Renucci et Olivier Belin, Manuel Infocom : information, communication, médiologie, Vuibert, 2010.

#### Revues et collections
- Cahiers de médiologie n° 1 à 15, Gallimard.
- Cahiers de médiologie n°16 à 18, Fayard.
- Medium.
- Les Cahiers de Médiologie. Une Anthologie, CNRS Editions, 2009  (ISBN 978-2-271-06888-0).
- Collection « Le Champ médiologique » aux éditions Odile Jacob.